# 괴산 추점리 미선나무 자생지
괴산 추점리의 미선나무 자생지는 충청북도 괴산군 장연면 추점리에 있는 미선나무의 자생지이다. 대한민국의 천연기념물 제220호로 지정되어 있다.